# Сикхска империя
Сикхската империя (на пенджабски: سکھ سلطنت, ਖ਼ਾਲਸਾ ਰਾਜ) е историческа държава на Индийския субконтинент, образувана под командването на махараджа Ранджит Сингх, който установява секуларна империя, управлявана от Пенджаб. Империята просъществува от 1799 г., когато Ранджит Сингх превзема Лахор, до 1849 г. Създадена е на основата на група автономни сикхски конфедерации. При разцвета си през 19 век, империята обхваща територии от Хайберския проход на запад до западните части на Тибет на изток и от Митанкот на юг до Кашмир на север. В религиозно отношение е разнообразна (10 – 12% сикхи, 80% мюсюлмани и под 10% индуси) и има население от около 3,5 милиона души към 1821 г. Това е последният голям регион от Индия, който е анексиран от британците.
Корените на Сикхската империя могат да бъдат проследени поне до 1707 г., когато умира Аурангзеб и Моголската империя започва да тъпи упадък. След като моголите отслабват значително, сикхската армия (Дал Кхалса) предприема военните офанзиви срещу тях и срещу дуранийците на запад. Това води до нарастване на армията, която се разделя на различни полунезависими конфедерации. Всяка от тях контролира различни райони и градове. Все пак, в периода 1762 – 1799 г. сикхските командири на тези образувания започват да функционират като независими военачалници.
Образуването и консолидирането на империята започва с превземането на град Лахор от махараджа Ранджит Сингх от афганистанския му владетел Земан Шах Дурани и с последвалото постепенно пропъждане на афганистанците от Пенджаб и обединение на сикхските конфедерации. Ранджит Сингх е провъзгласен за махараджа на Пенджаб на 12 април 1801 г., като така се създава обединена политическа държава. Коронацията е проведена от Сахиб Сингх Беди, потомък на Нанак. Ранджит Сингх се издига на власт за много кратко време, от водач на една конфедерация до махараджа на Пенджаб. Той започва да модернизира армията, използвайки последните техники на обучение, както и нови оръжия и артилерия. След смъртта му, империята отслабва от вътрешни борби и лошо политическо управление. Накрая, през 1849 г. държавата се разпада вследствие Втората англо-сикхска война. Империята включва четири провинции: Лахор, Мултан, Пешавар и Кашмир.